# Santiago Martínez-Vares García
Santiago Martínez-Vares García (Santander, 1942) és un jurista espanyol, que fou magistrat del Tribunal Suprem i, des de 2013, magistrat del Tribunal Constitucional d'Espanya.

## Biografia
Llicenciat en Dret l'any 1964 per la Universitat de Saragossa, el 1968 va ingressar a la carrera judicial. Va exercir de jutge, entre els anys 1969 i 1974, als partits judicials de Fregenal de la Sierra, Vergara i Calahorra. El 1974 va superar l'oposició de magistrat de l'ordre juridiciccional contenciós-administratiu i va ocupar plaça a l'Audiència Territorial de Sevilla (1974-1989) i posteriorment al Tribunal Superior de Justícia d'Andalusia (1989-2003) on va ser president de la Sala Contenciosa-Administrativa durant vuit anys. Va assolir la condició de magistrat del Tribunal Suprem d'Espanya el 2003.
Ha estat membre de l'Associació Professional de la Magistratura com a integrant de la Comissió Permanent i del Comité Executiu i com a vicepresident (1991-97) i president (1997-2001) de la mateixa. També és patró de la Fundació Justicia en el Mundo de la Unión Internacional de Magistrados i ha estat col·laborador amb la fundació FAES. També forma part de la Reial Acadèmia de Jurisprudència i Legislació de Sevilla.
En l'àmbit de la docència ha estat durant 30 anys preparador d'oposicions a les carreres judicial i fiscal, així com als cossos superiors de les administracions públiques. Ha col·laborat en tasques universitàries dins l'àmbit de la seva especialitat. També ha estat membre del consell editorial i col·laborador de diverses revistes especialitzades com la Revista Andaluza de Administración Pública o la Revista de la Jurisdicción Contencioso Administrativa de l'editorial EDERSA.
Va ser nomenat magistrat del Tribunal Constitucional d'Espanya el 2013 a proposta del Consell General del Poder Judicial. Va prendre possessió del càrrec el dia 13 de juny.

## Distincions

### Distincions honorífiques
- Cavaller de l'Orde de Sant Raimon de Penyafort, creu distingida de primera classe (1983)
- Cavaller de l'Orde del Mèrit Civil, comanadoria (2000)
- Cavaller de l'Orde de Sant Raimon de Penyafort, creu d'honor (2003)
- Membre de l'Orde del Mèrit Militar, creu amb distintiu blanc (2003)

### Premis
- Premi Jurídic ABC BBVA (2013)